# Partecipanti al Tour of Oman 2023
Elenco dei partecipanti al Tour of Oman 2023.
Il Tour of Oman 2023 è stato la dodicesima edizione della corsa. Alla competizione presero parte 18 squadre: otto iscritte all'UCI World Tour 2023, sette dell'UCI ProTeam, due dell'UCI Continental Team e una selezione nazionale.
Accreditati alla partenza 124 ciclisti.

## Corridori per squadra
| Soudal Quick-Step    | Soudal Quick-Step    | Soudal Quick-Step    | UAE Team Emirates       | UAE Team Emirates       | UAE Team Emirates       | Intermarché-Circus-Wanty | Intermarché-Circus-Wanty | Intermarché-Circus-Wanty |
| -------------------- | -------------------- | -------------------- | ----------------------- | ----------------------- | ----------------------- | ------------------------ | ------------------------ | ------------------------ |
| N°                   | Ciclista             | Clas.                | N°                      | Ciclista                | Clas.                   | N°                       | Ciclista                 | Clas.                    |
| 1                    | Jan Hirt             | 14°                  | 11                      | Diego Ulissi            | 5°                      | 21                       | Louis Meintjes           | 18°                      |
| 2                    | Josef Černý          | 99°                  | 12                      | Pascal Ackermann        | 90°                     | 22                       | Francesco Busatto        | 44°                      |
| 3                    | Fausto Masnada       | 37°                  | 13                      | Davide Formolo          | 26°                     | 23                       | Arne Marit               | 61°                      |
| 4                    | Tim Merlier          | 72°                  | 14                      | Ryan Gibbons            | 51°                     | 24                       | Tom Paquot               | 58°                      |
| 5                    | Bert Van Lerberghe   | 74°                  | 15                      | Vegard Stake Laengen    | 50°                     | 25                       | Simone Petilli           | 27°                      |
| 6                    | Mauri Vansevenant    | 2°                   | 16                      | Michael Vink            | 76°                     | 26                       | Baptiste Planckaert      | 89°                      |
| 7                    | Jordi Warlop         | 62°                  |                         |                         |                         | 27                       | Rein Taaramäe            | 4°                       |
| Team Arkéa-Samsic    | Team Arkéa-Samsic    | Team Arkéa-Samsic    | Uno-X Pro Cycling Team  | Uno-X Pro Cycling Team  | Uno-X Pro Cycling Team  | AG2R Citroën Team        | AG2R Citroën Team        | AG2R Citroën Team        |
| N°                   | Ciclista             | Clas.                | N°                      | Ciclista                | Clas.                   | N°                       | Ciclista                 | Clas.                    |
| 31                   | Cristián Rodríguez   | 8°                   | 41                      | Kristoffer Halvorsen    | 71°                     | 51                       | Greg Van Avermaet        | 42°                      |
| 32                   | Jenthe Biermans      | 84°                  | 42                      | Louis Bendixen          | 69°                     | 52                       | Geoffrey Bouchard        | 3°                       |
| 33                   | David Dekker         | 100°                 | 43                      | Fredrik Dversnes        | 93°                     | 53                       | Stan Dewulf              | 41°                      |
| 34                   | Anthony Delaplace    | 31°                  | 44                      | Niklas Eg               | 12°                     | 54                       | Jaakko Hänninen          | 25°                      |
| 35                   | Nicolas Edet         | 33°                  | 45                      | Tord Gudmestad          | NP5ª                    | 55                       | Lawrence Naesen          | 59°                      |
| 36                   | Andrij Ponomar       | 43°                  | 46                      | Magnus Kulset           | 29°                     | 56                       | Oliver Naesen            | 48°                      |
| 37                   | Michel Ries          | 22°                  | 47                      | Lasse Norman Leth       | 101°                    | 57                       | Andrea Vendrame          | 45°                      |
| Bora-Hansgrohe       | Bora-Hansgrohe       | Bora-Hansgrohe       | Astana Qazaqstan Team   | Astana Qazaqstan Team   | Astana Qazaqstan Team   | Movistar Team            | Movistar Team            | Movistar Team            |
| N°                   | Ciclista             | Clas.                | N°                      | Ciclista                | Clas.                   | N°                       | Ciclista                 | Clas.                    |
| 61                   | Emanuel Buchmann     | 13°                  | 71                      | Aleksej Lucenko         | 19°                     | 81                       | Matteo Jorgenson         | 1°                       |
| 62                   | Giovanni Aleotti     | NP 3ª                | 72                      | Leonardo Basso          | 110°                    | 82                       | Imanol Erviti            | 66°                      |
| 63                   | Florian Lipowitz     | 53°                  | 73                      | Manuele Boaro           | 88°                     | 83                       | Abner González           | 57°                      |
| 64                   | Ide Schelling        | 28°                  | 74                      | Mark Cavendish          | 105°                    | 84                       | Mathias Norsgaard        | 96°                      |
| 65                   | Cian Uijtdebroeks    | 9°                   | 75                      | Evgenij Fëdorov         | 77°                     | 85                       | Max Kanter               | 64°                      |
| 66                   | Matthew Walls        | NP 5ª                | 76                      | Martin Laas             | 111°                    | 86                       | Iván Sosa                | 47°                      |
| 67                   | Ben Zwiehoff         | 15°                  | 77                      | Harold Tejada           | 20°                     | 87                       | Carlos Verona            | 10°                      |
| Cofidis              | Cofidis              | Cofidis              | Lotto Dstny             | Lotto Dstny             | Lotto Dstny             | Bingoal WB               | Bingoal WB               | Bingoal WB               |
| N°                   | Ciclista             | Clas.                | N°                      | Ciclista                | Clas.                   | N°                       | Ciclista                 | Clas.                    |
| 91                   | Jesús Herrada        | 7°                   | 101                     | Thomas De Gendt         | 68°                     | 111                      | Cériel Desal             | 55°                      |
| 92                   | François Bidard      | R 4ª                 | 102                     | Arjen Livyns            | 54°                     | 112                      | Floris De Tier           | 21°                      |
| 93                   | Wesley Kreder        | 97°                  | 103                     | Sylvain Moniquet        | 17°                     | 113                      | Johan Meens              | 63°                      |
| 94                   | Alexis Renard        | 81°                  | 104                     | Michael Schwarzmann     | 95°                     | 114                      | Alexander Salby          | 83°                      |
| 95                   | Rémy Rochas          | 23°                  | 105                     | Rüdiger Selig           | 108°                    | 115                      | Lennert Teugels          | 16°                      |
| 96                   | Harrison Wood        | 70°                  | 106                     | Eduardo Sepúlveda       | 40°                     | 116                      | Luca Van Boven           | 67°                      |
| 97                   | Axel Zingle          | 73°                  | 107                     | Maxim Van Gils          | 6°                      | 117                      | G. Van Keirsbulck        | 80°                      |
| Equipo Kern Pharma   | Equipo Kern Pharma   | Equipo Kern Pharma   | Burgos-BH               | Burgos-BH               | Burgos-BH               | Selezione omanese        | Selezione omanese        | Selezione omanese        |
| N°                   | Ciclista             | Clas.                | N°                      | Ciclista                | Clas.                   | N°                       | Ciclista                 | Clas.                    |
| 121                  | Roger Adrià          | 35°                  | 131                     | Pelayo Sánchez          | 36°                     | 141                      | Said Al Rahbi            | 109°                     |
| 122                  | Urko Berrade         | 79°                  | 132                     | Rodrigo Álvarez         | 112°                    | 142                      | Abdullah Al-Gheilani     | R 2ª                     |
| 123                  | Giovanni Carboni     | 24°                  | 133                     | Mario Aparicio          | 46°                     | 143                      | Mundher Al Hsani         | 87°                      |
| 124                  | Pablo Castrillo      | 30°                  | 134                     | Miguel Fernández        | 106°                    | 144                      | Faisal Al Mammari        | 116°                     |
| 125                  | Iván Cobo            | 75°                  | 135                     | Alejandro Franco        | 60°                     | 145                      | Mazin Al Riyami          | 114°                     |
| 126                  | Jordi López          | 56°                  | 136                     | Ángel Fuentes           | 82°                     | 146                      | Mohammed Al-Wahibi       | R 5ª                     |
| 127                  | Danny van der Tuuk   | 91°                  | 137                     | Victor Langellotti      | 11°                     |                          |                          |                          |
| Human Powered Health | Human Powered Health | Human Powered Health | Terengganu Cycling Team | Terengganu Cycling Team | Terengganu Cycling Team | JCL Team Ukyo            | JCL Team Ukyo            | JCL Team Ukyo            |
| N°                   | Ciclista             | Clas.                | N°                      | Ciclista                | Clas.                   | N°                       | Ciclista                 | Clas.                    |
| 151                  | Alan Banaszek        | 107°                 | 161                     | Youcef Reguigui         | 103°                    | 171                      | Benjamín Prades          | 52°                      |
| 152                  | Stephen Bassett      | 94°                  | 162                     | Jesse Ewart             | NP5ª                    | 172                      | Manabu Ishibashi         | 102°                     |
| 153                  | August Jensen        | 65°                  | 163                     | Irwandie Lakasek        | 113°                    | 173                      | Yūma Koishi              | 38°                      |
| 154                  | Bart Lemmen          | NP 3ª                | 164                     | Fakhruddin Mazuki       | 85°                     | 174                      | Raymond Kreder           | 86°                      |
| 155                  | Barnabás Peák        | 92°                  | 165                     | Jeroen Meijers          | 104°                    | 175                      | Atsushi Oka              | 49°                      |
| 156                  | Benjamin Perry       | 98°                  | 166                     | J. Sainbayar            | 39°                     | 176                      | Kosuke Takeyama          | 78°                      |
| 157                  | Embret Svestad       | 34°                  | 167                     | Mohd Harrif Saleh       | 115°                    | 177                      | Masaki Yamamoto          | 32°                      |